# Hypercompe dubia
Hypercompe dubia là một loài bướm đêm thuộc phân họ Arctiinae, họ Erebidae.